# Fisters kommun
Fisters kommun (norska: Fister kommune) är en tidigare kommun i Rogaland fylke i sydvästra Norge. Byn Fister utgjorde kommunens centralort.

## Administrativ historik
Fisters kommun bildades den 1 juli 1884 då dåvarande Hjelmeland og Fisters kommun delades i två. Fisters kommun hade 832 invånare då den bildades.
Den 1 januari 1965 blev större delen av Fisters kommun (med 467 invånare) sammanslagen med Hjelmelands kommun, tillsammans med delar av Årdals och Jelsa kommuner, till den nya Hjelmelands kommun.
Fisteröarna, som då hade 246 invånare, blev samtidigt sammanslagna med Finnøy kommun och Sjernarøy kommun samt en del av Jelsa kommun till den nya Finnøy kommun. Det området utgör sedan den 1 januari 2020 en del av Stavangers kommun.